# ルートプレーニング
ルートプレーニング (root planing) とは、スケーリング終了後に、スケーラーを用い歯根表面の汚染・軟化されたセメント質や象牙質を除去し歯根面を硬く滑沢に仕上げることを目的とする歯周基本治療の一つ。
歯根面を硬く滑沢に仕上げることで、歯周炎の原因を取り除き、歯肉の再付着を促すことになる。